# Abtstraat (Maastricht)
De Abtstraat (Maastrichts: Zabstraot) is een straat in het centrum van de Nederlandse stad Maastricht. De ongeveer 300 meter lange straat telt 10 rijksmonumenten en wordt gedomineerd door enkele (voormalige) zorginstellingen, waaronder diverse gebouwen van het voormalige Ziekenhuis Calvariënberg.

## Ligging en verkeer
De Abtstraat ligt in het Kommelkwartier in het  zuidwestelijk deel van het Maastrichtse stadscentrum. De straat loopt min of meer van noord naar zuid tussen de Calvariestraat en de Tongersestraat. De straat vervult slechts in beperkte mate een verkeersfunctie en heeft in feite maar één zijstraat, de Patersbaan aan de oostzijde. Aan de westzijde zijn diverse doorgangen naar het Klevarieterrein. De grote poort naast Abtstraat 14 geeft toegang tot het Polvertorenplein, maar is niet toegankelijk voor het gemotoriseerde verkeer. Vanwege het feit dat de straat vrij smal is, is er eenrichtingsverkeer (in de richting van de Tongersestraat). Aan de oostzijde van de straat bevindt zich een vijftiental parkeerplaatsen.

## Geschiedenis

### Middeleeuwen
De straat ligt in de 14e-eeuwse stadsuitbreiding van Maastricht, het relatief dunbevolkte gebied tussen de eerste en tweede stadsmuur. In middeleeuwse bronnen wordt de Abtstraat af en toe vermeld onder de Latijnse naam Platea abbatis, voor het eerst in 1414. In 1529 wordt ze genoemd als de locatie van de tiendschuur van Sint Pieter, een Luikse heerlijkheid ten zuiden van Maastricht. De straat wordt relatief weinig vermeld, omdat het gehele gebied tussen de Brusselsestraat en de Tongersestraat meestal werd aangeduid als 'de Comment' ofwel Kommel. De naam van de straat werd soms verbasterd tot Sab- of Sapstraat. De meeste auteurs denken dat de naam verwijst naar de abten ofwel proosten van Sint-Servaas, hoewel die het in dit gebied niet voor het zeggen hadden. Beide zijden van de straat behoorden tot de Vroenhof, aanvankelijk koninklijk bezit, vanaf 1202/1204 onder Brabants bestuur.

### Ancien régime

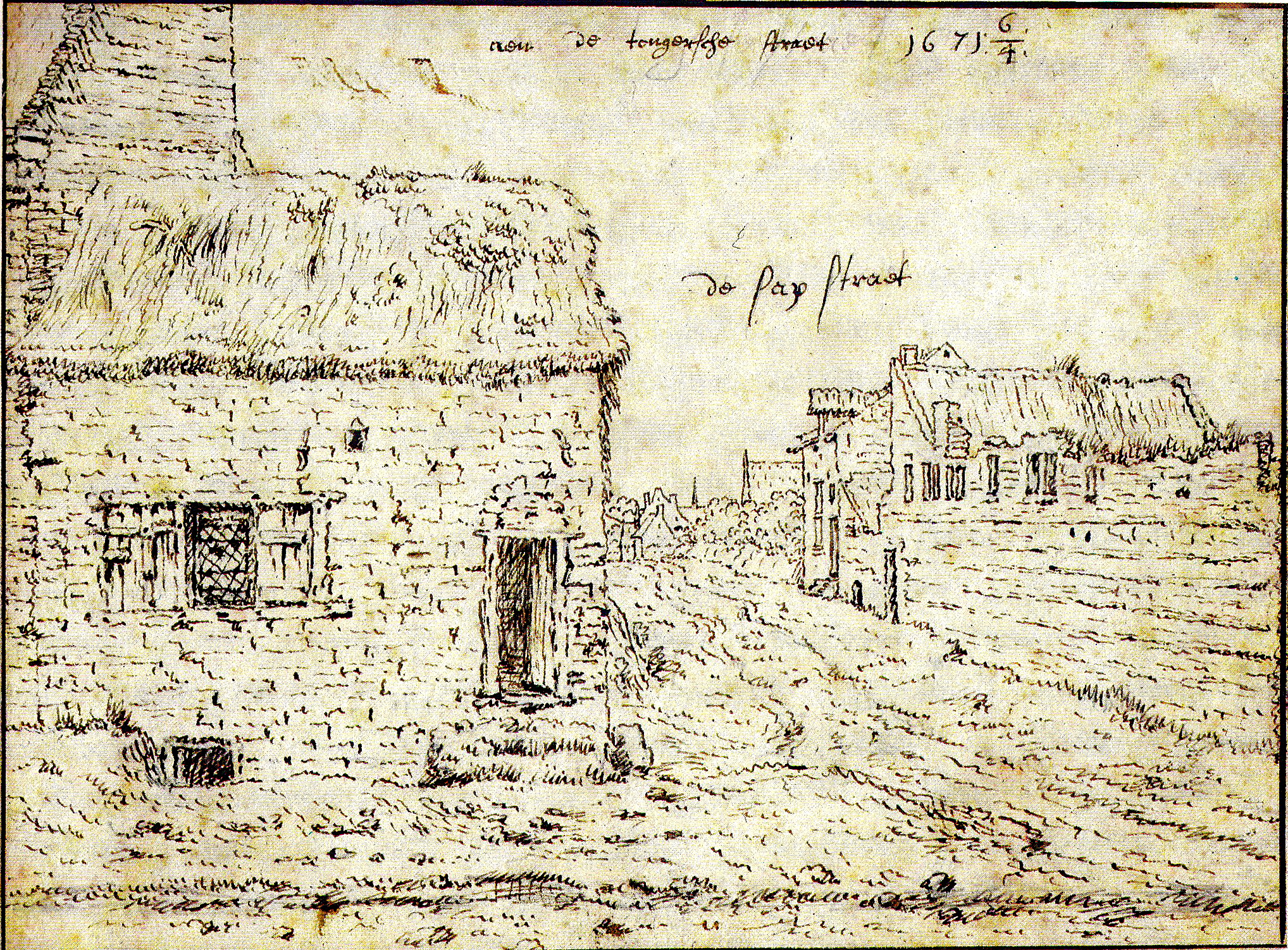
De landelijke Abtstraat ("Sap Straat") gezien vanaf de Tongersestraat (V. Klotz, 1671)

In 1628 werd in een stadsboerderij aan de Kommel, in het deel dat tegenwoordig Calvariestraat heet, het klooster Calvariënberg gesticht, waaraan aanvankelijk ook een hospitaal verbonden was. Omstreeks 1675 werd het klooster contemplatief en breidde het uit met een U-vormige kloostervleugel aan de Abtstraat.
Op een tekening van de militaire ingenieur Valentijn Klotz uit 1671 is te zien dat de straat er toen nog landelijk uitzag met aan de oostzijde open plekken en kleine huizen met strodaken. Op het terrein achter de bebouwing aan de westzijde lag de kat Brandenburg, waarin zich een ondergronds kruitmagazijn bevond. Toen dit in 1761 ontplofte, vielen er 21 doden en raakten in de omgeving veel huizen beschadigd. In 1786 werd aan de westzijde van de Abtstraat een nog gedeeltelijk bestaande artillerieloods gebouwd. Waarschijnlijk verrees omstreeks die tijd ook een nieuw kruitmagazijn.

### Moderne tijd

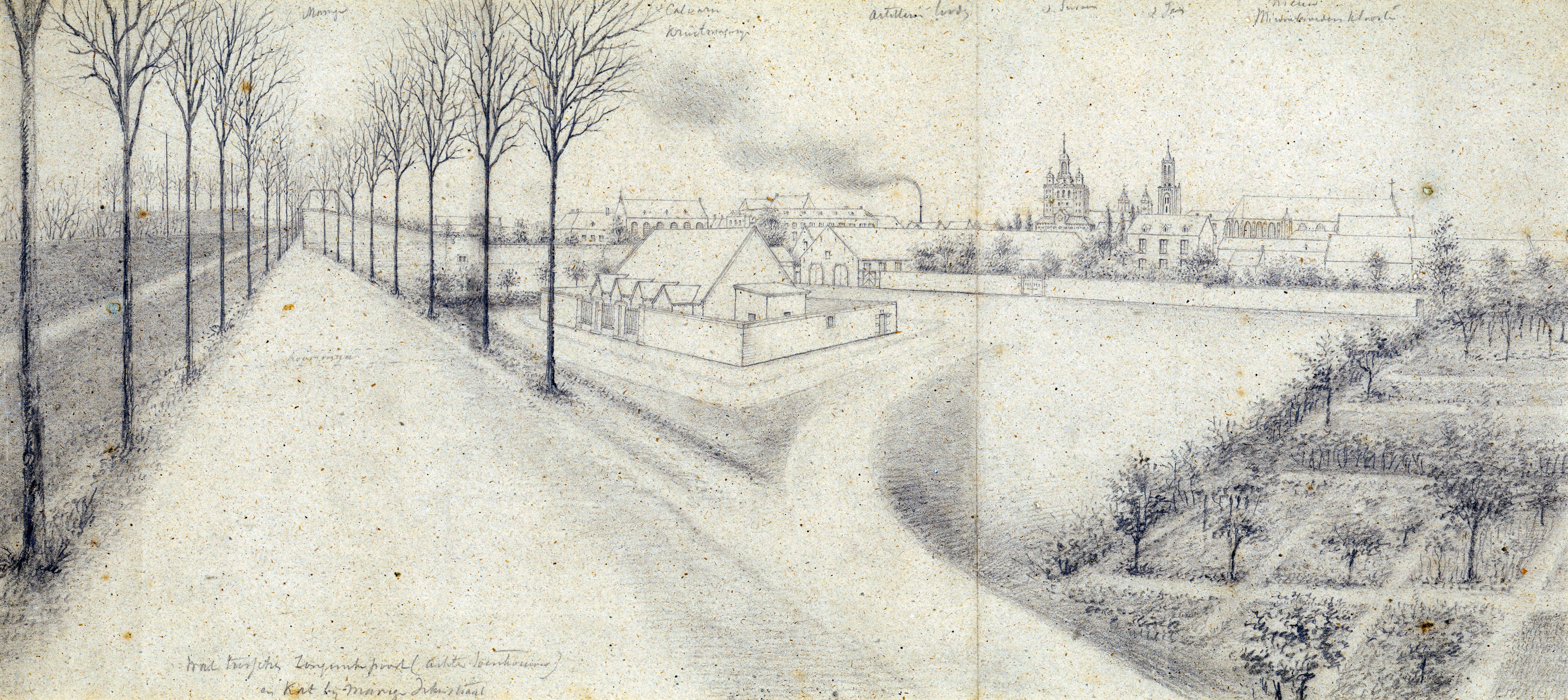
Gezicht vanaf de stadsmuur op de omgeving Abtstraat met o.a. het nieuwe kruithuis, de artillerieloods en de Derde Minderbroederskerk (Jan Brabant, ca. 1865?)

Het klooster werd in 1798 door de Fransen opgeheven, maar in 1821 werd hier een armenhuis gevestigd voor ouderen en gebrekkigen. Aan de Abtstraat werd tevens een geheel nieuw ziekenhuis gebouwd. Armenhuis en ziekenhuis vormden gezamenlijk het Algemeen Burgerlijk Zieken- en Gebrekkigenhuis, later Gasthuis Calvariënberg genaamd. Eind 19e eeuw werd het ziekenhuis fors uitgebreid ('derde Calvariënberg'), waarvan alleen het Elisabethhuis in de Abtstraat over is. Het pand was vanaf de jaren zeventig enkele decennia in gebruik door de Universiteit Maastricht. Thans is hier de zorginstelling Envida gevestigd. Voor het grote complex op de hoek van de Abtstraat en de Calvariestraat, waar van 1977 tot circa 2007 de Gemeentelijke Sociale Dienst was ondergebracht, is nog geen nieuwe bestemming gevonden.
Aan de overzijde was in 1853 een kapel gewijd, die door de franciscanen werd gebruikt. De franciscanen of minderbroeders waren al eerder in Maastricht gevestigd geweest, maar waren telkens hun klooster kwijtgeraakt. Vanaf 1856 werd aan de huidige Patersbaan het Derde Minderbroedersklooster gebouwd. In 1971 werd het klooster afgebroken. Ook een deel van de bebouwing aan de oostzijde van de Abtstraat verdween in deze periode. In de jaren daarna verrezen hier een bejaardenverzorgingshuis (Lenculenhof geheten) en enkele complexen met seniorenwoningen.

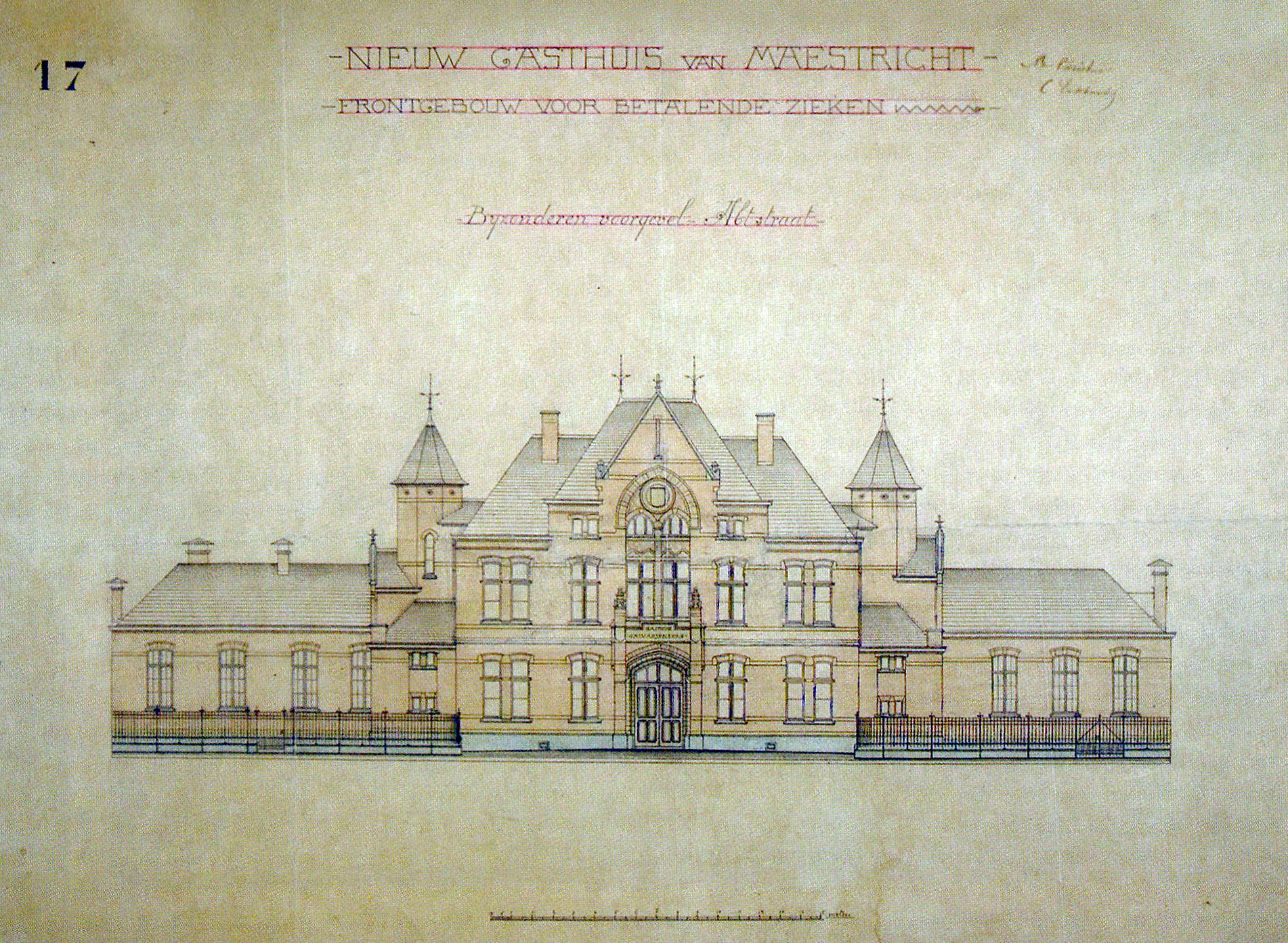
Ontwerp Klassegebouw of Elisabethhuis, ca. 1885
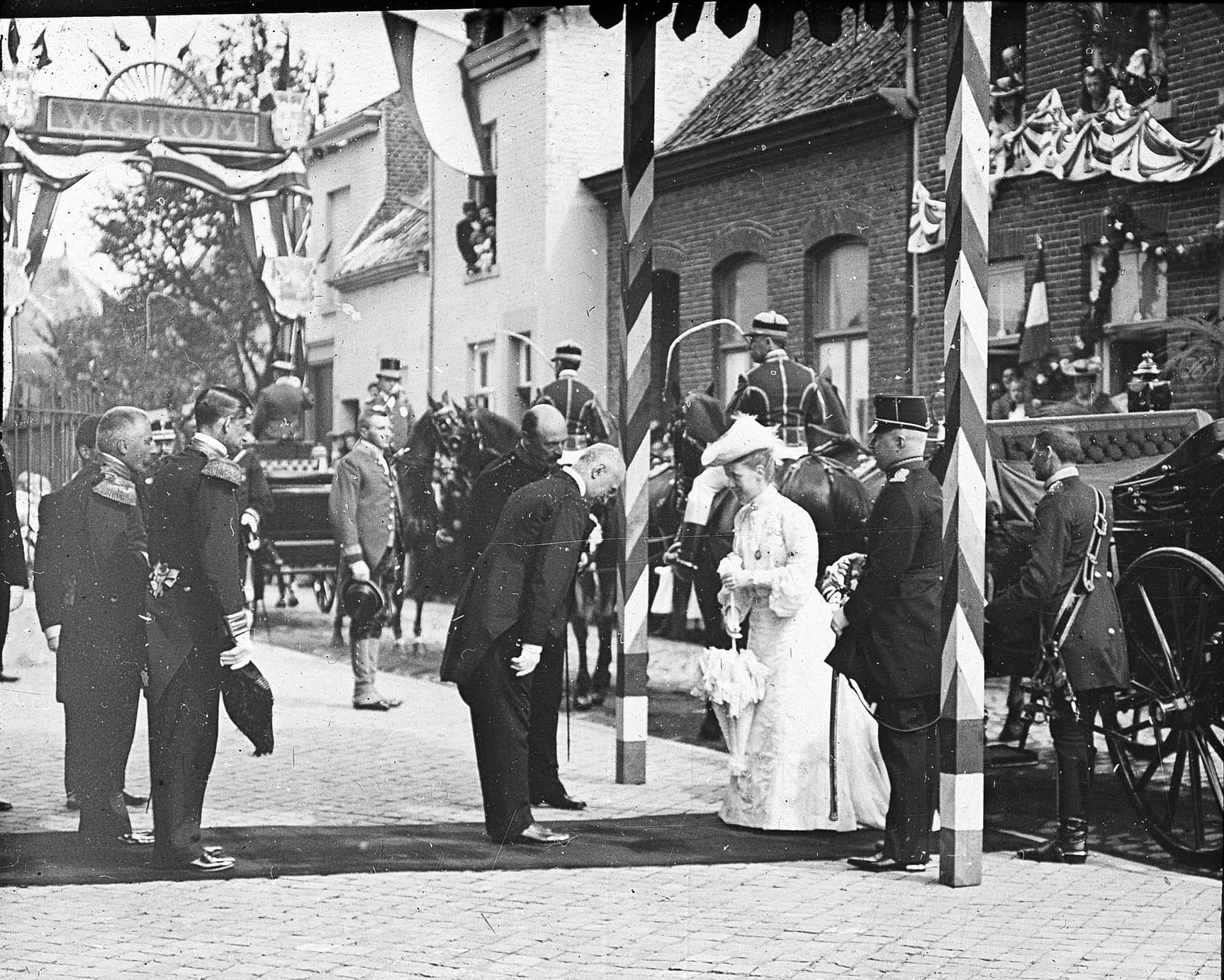
Bezoek Koningin Wilhelmina aan Gasthuis Calvariënberg, 1903
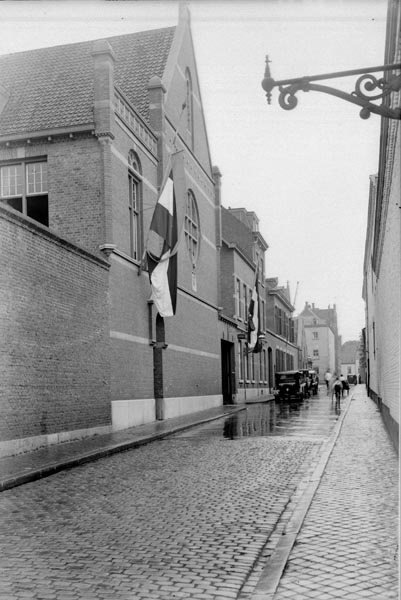
Uitvaart kardinaal Van Rossum vanaf Calvariënberg, 1932
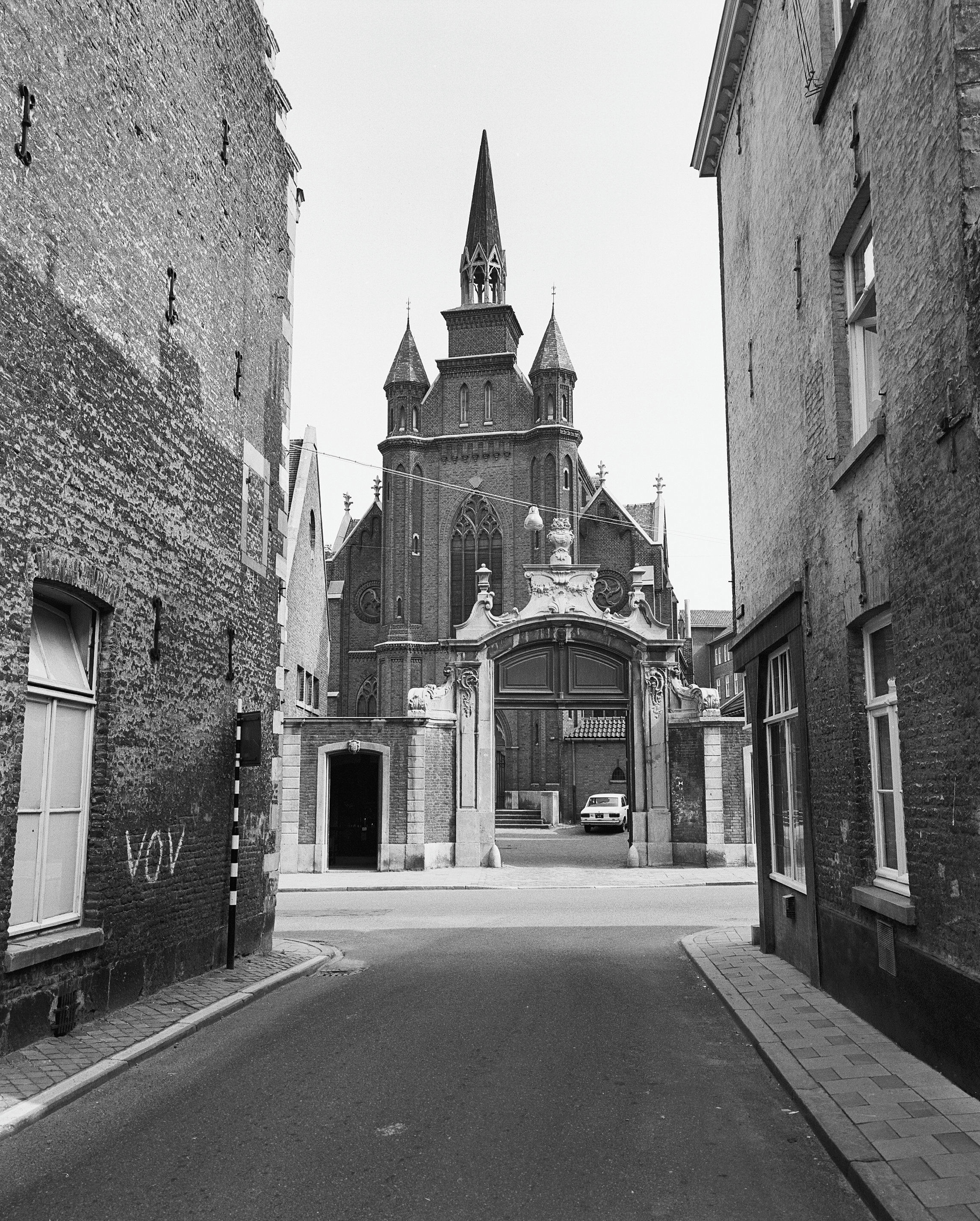
Zicht vanuit de Abtstraat op de Tweede Jezuïetenkerk, 1970

## Erfgoed

### Zorginstellingen
Het neogotische administratiegebouw op de hoek van de Abtstraat en de Calvariestraat is een ontwerp van architect Carl Weber uit 1857. Het heeft drie bouwlagen en is opgetrokken uit donkerrode baksteen met zandstenen en hardstenen accenten. De lange gevel aan de Abtstraat heeft twaalf vensterassen. Het linkerdeel met vijf vensterassen en uitspringende lisenen is het meest representatieve. De voor- en achtergevel van dit deel zijn vrijwel identiek. De middenas wordt fraai geaccentueerd door een trapgevel met daaronder een zandstenen spitsboogomlijsting met venstertraceringen en een wapenschild. Daaronder bevindt zich een rechthoekige toegangspoort met houten spitsboogtraceringen. Onder de dakrand bevindt zich een sierlijst met muizentanddecoratie. De ramen op de eerste verdieping bevatten glas in lood en worden omgeven door zandstenen sierlijsten. Deze sierlijsten zetten zich voort in het rechter bouwdeel, dat verder vrij eentonig is. In dit deel zijn drie gevelstenen ingemetseld (zie hieronder). Aansluitend bevindt zich de ziekenhuisvleugel uit 1821 met onregelmatig geplaatste vensteropeningen en regelmatig geplaatste muurankers. Alleen een viertal vensters in het linkerdeel van de gevel bezit hardstenen kozijnen. De gevel is wit gesausd, maar oogt desalniettemin gesloten en somber.
Ter linkerzijde van dit pand bevindt zich het vrijstaande Elisabethhuis, het enige overblijfsel van het 'derde Calvariënberg' uit 1887-91. Het gebouw is ontworpen door de Antwerpse architecten Bilmeyer en Van Riel in een eclectische vormentaal met elementen van de Richardson-neoromaanse stijl. De zijvleugels zijn in 1977 gesloopt en in 2015-16 is aan de achterkant een contrasterend nieuwbouwgedeelte toegevoegd. De symmetrische gevel aan de Abtstraat loopt trapsgewijs op in een spitse topgevel en telt vijf vensterassen. De ingangspartij wordt geaccentueerd door een gedrukte spitsboog met daarboven de naam "GASTHUIS CALVARIENBERG", geflankeerd door consoles met zandstenen fantasieornamenten. Daarboven bevindt zich onder een spitsboog een monumentale raampartij met onder andere een blanco wapenschild binnen een rozet. De zijgevels worden gemarkeerd door achthoekige traptorentjes. Naast het Elisabethhuis ligt een kanonnen- of artillerieloods uit 1786, die in de 19e eeuw onderdeel werd van het Ziekenhuis Calvariënberg en sinds 2011 in gebruik is als hospice. Alleen de gevel aan de Abtstraat met twee grote koetspoorten is authentiek.

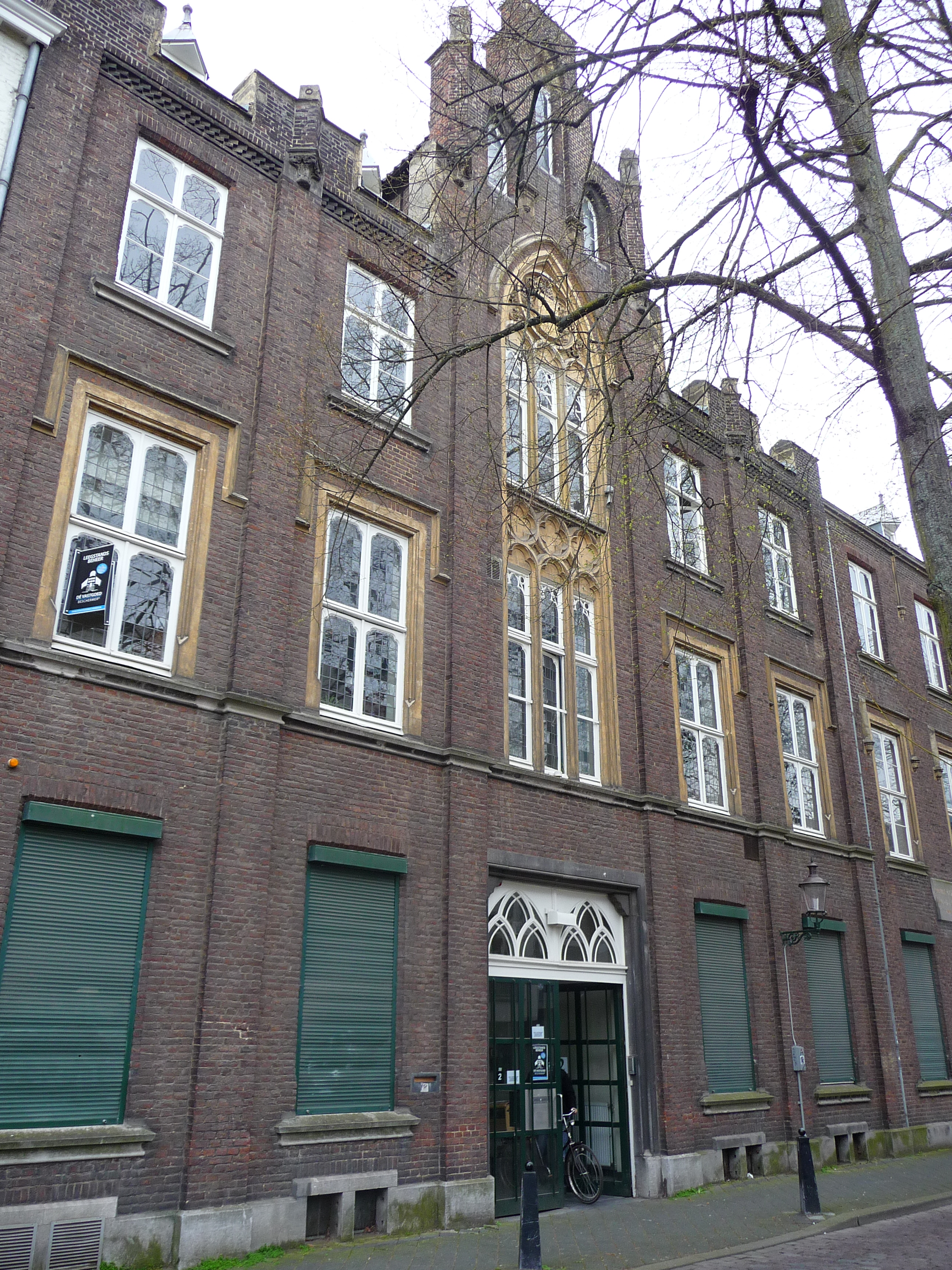
Administratiegebouw, 1857
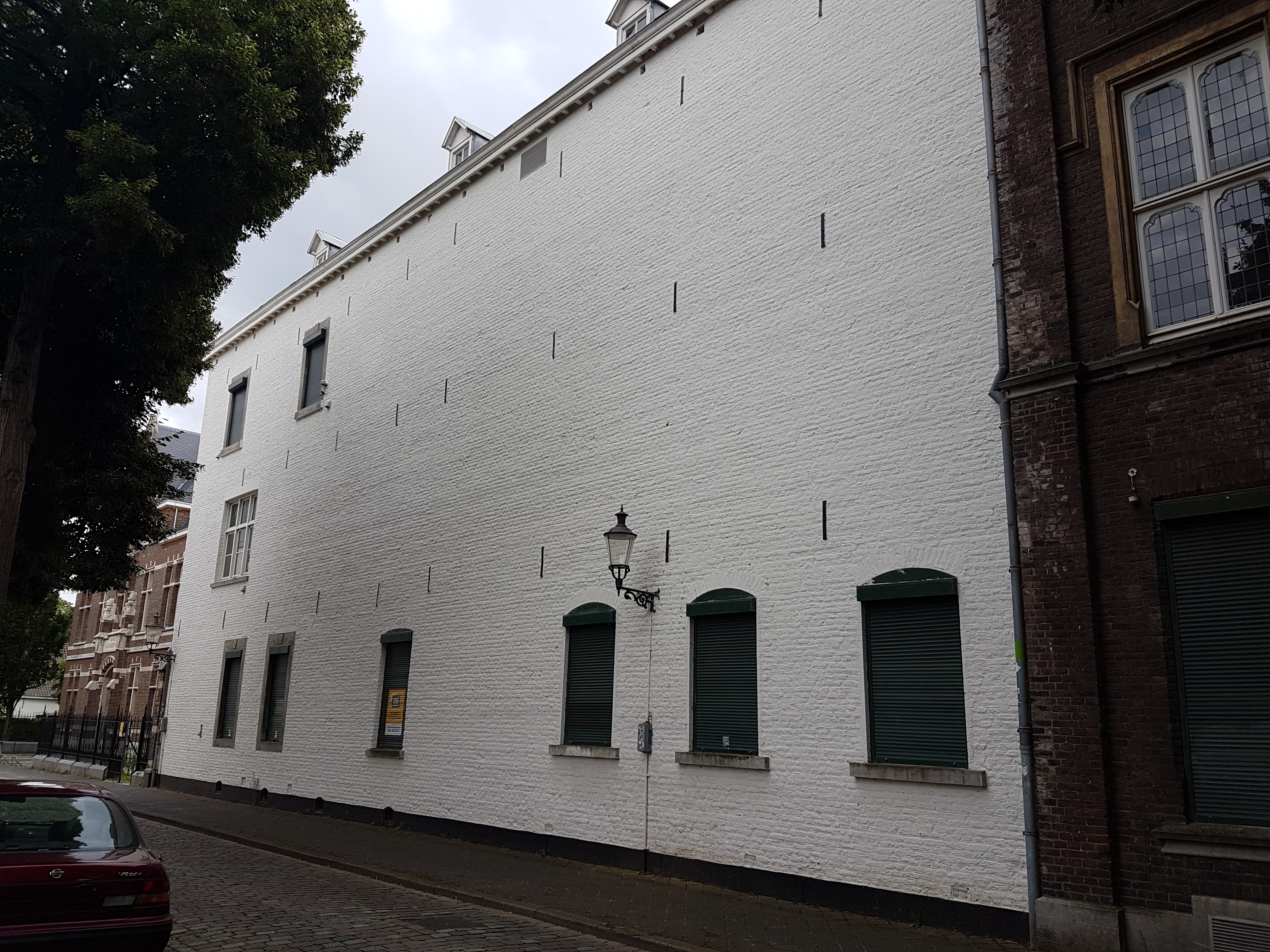
Ziekenhuisvleugel, 1821
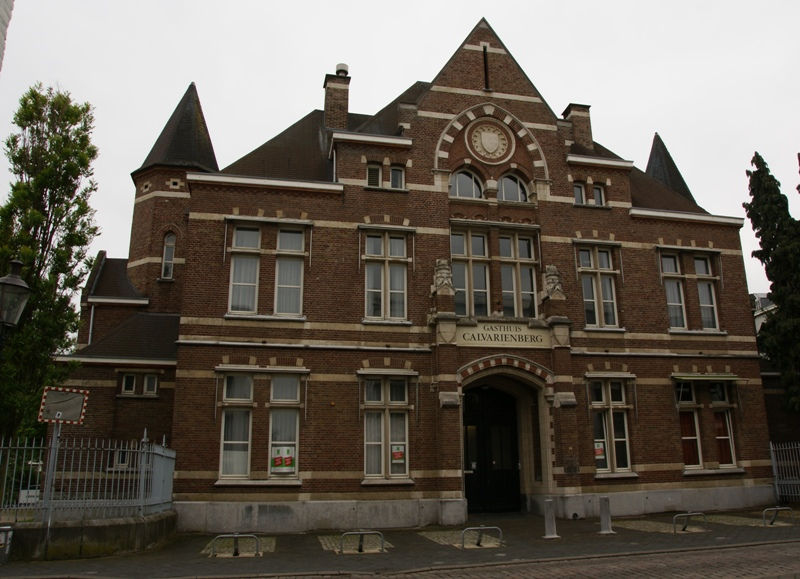
Ellisabethhuis, 1891
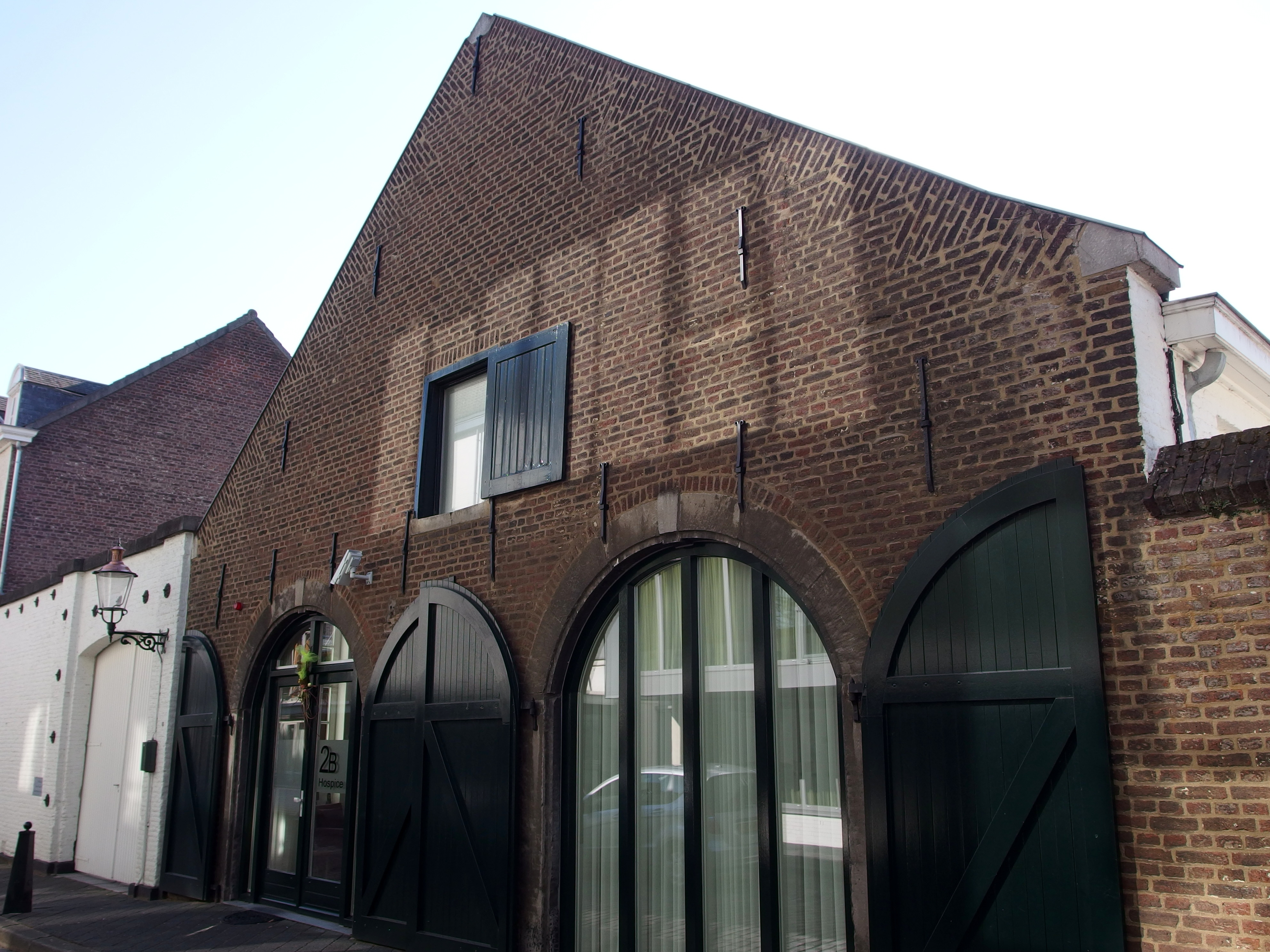
Artillerieloods (hospice), 1786

### Overige rijksmonumenten

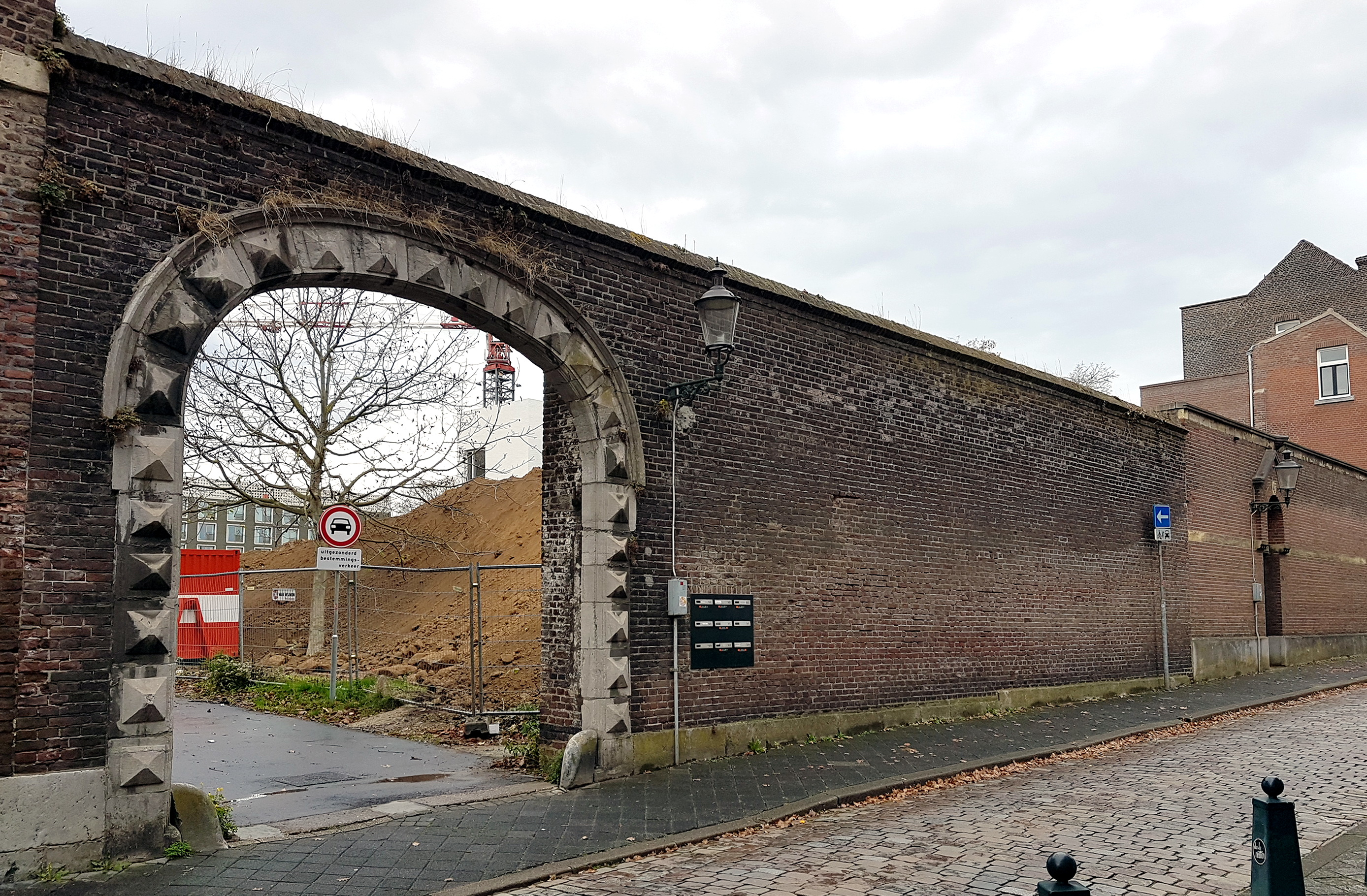
18e-eeuwse muur met inrijpoort en aansluitend het muurdeel uit 1920

Tussen de panden Abtstraat 10 en 14 bevindt zich een circa 34 meter lange en 4 meter hoge muur, die de erfafscheiding vormt van het voormalige ziekenhuisterrein. Het linkerdeel dateert uit de 18e eeuw en is opgetrokken uit donkerbruine baksteen op een lage plint van hardsteen, afgedekt door een gemetselde ezelsrug. Naast het pand Abtstraat 14 bevindt zich een grote inrijpoort met hardstenen omlijsting met diamantkoppen. Het middendeel van de muur dateert uit 1920 en is een restant van het zusterhuis van de Zusters Onder de Bogen. Het resterende muurdeel is opgetrokken uit rode baksteen op een hoge hardstenen plint en bevat zowel op halve hoogte als direct onder de bovenrand een tweetal mergelstenen speklagen. De bovenste spekband wordt afgedekt met een geprofileerde hardstenen deklijst. Het smalle poortje in dit deel was oorspronkelijk een ingang van het klooster. De poortopening wordt geaccentueerd door een rondbogig bovenlicht met maaswerk in de vorm van een driepas en een sluitsteen met kruisornament in de gemetselde rondboog. Daarboven bevindt zich een vooruitspringend afdakje met een hardstenen lijst, die een fronton vormt.
Abtstraat 14 is een statig, 18e-eeuws huis met een brede lijstgevel en segmentboogvensters met hardstenen vensteromlijstingen. Rechtsboven bevindt zich een venster met een kruiskozijn van Naamse steen. De ingangspartij is in Lodewijk XV-stijl. Het bordes heeft een smeedijzeren hek in Régencestijl. Dit pand (destijds Abtstraat 10) was waarschijnlijk van 1881 tot 1904 het woonhuis van dr. Lambert van Kleef en zijn familie. Abtstraat 20, 22, 24 en 26 zijn monumentale woonhuizen uit de 18e eeuw, waarbij met name de wit gesausde gevel van nr. 22 opvalt. Deze lage maar brede gevel telt zes vensters met houten roedenverdeling, waarvan de onderste delen van blinden voorzien zijn. Abtstraat 3, 4 en 16 dateren alle uit de 19e eeuw. Eerstgenoemd pand is een gemeentelijk monument; alle andere panden zijn rijksmonumenten.

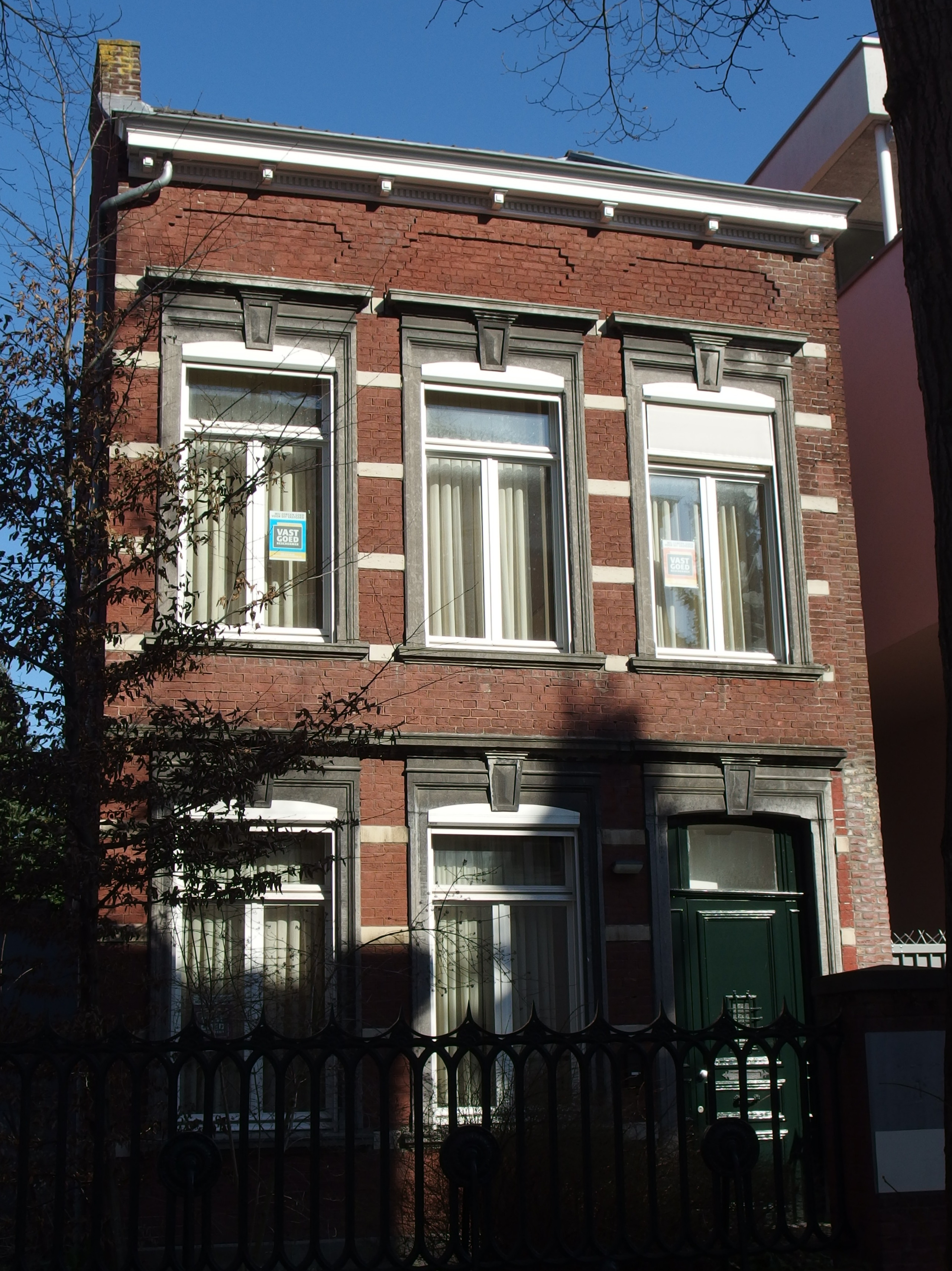
Abtstraat 3, 19e eeuw
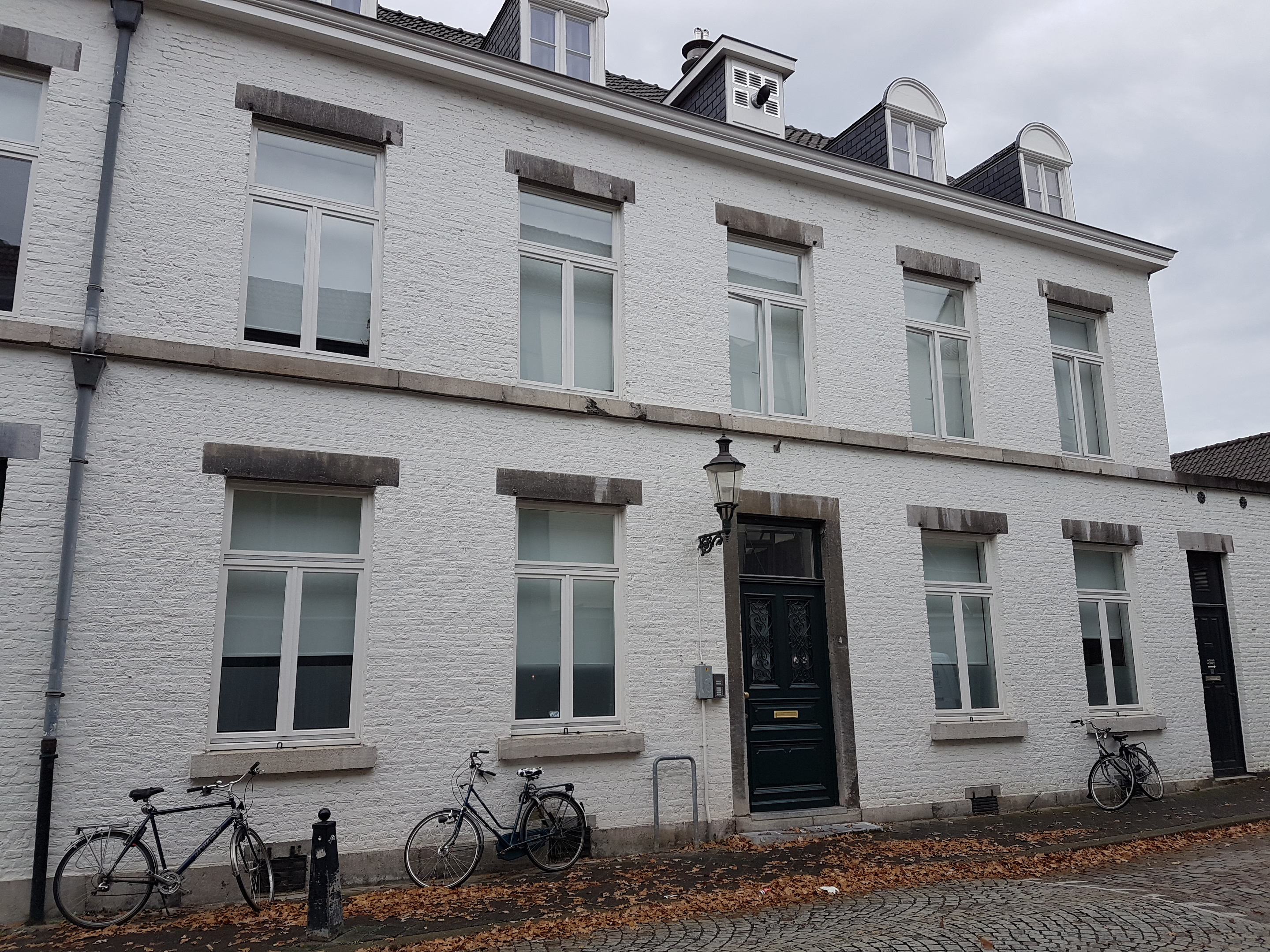
Abtstraat 4, 19e eeuw
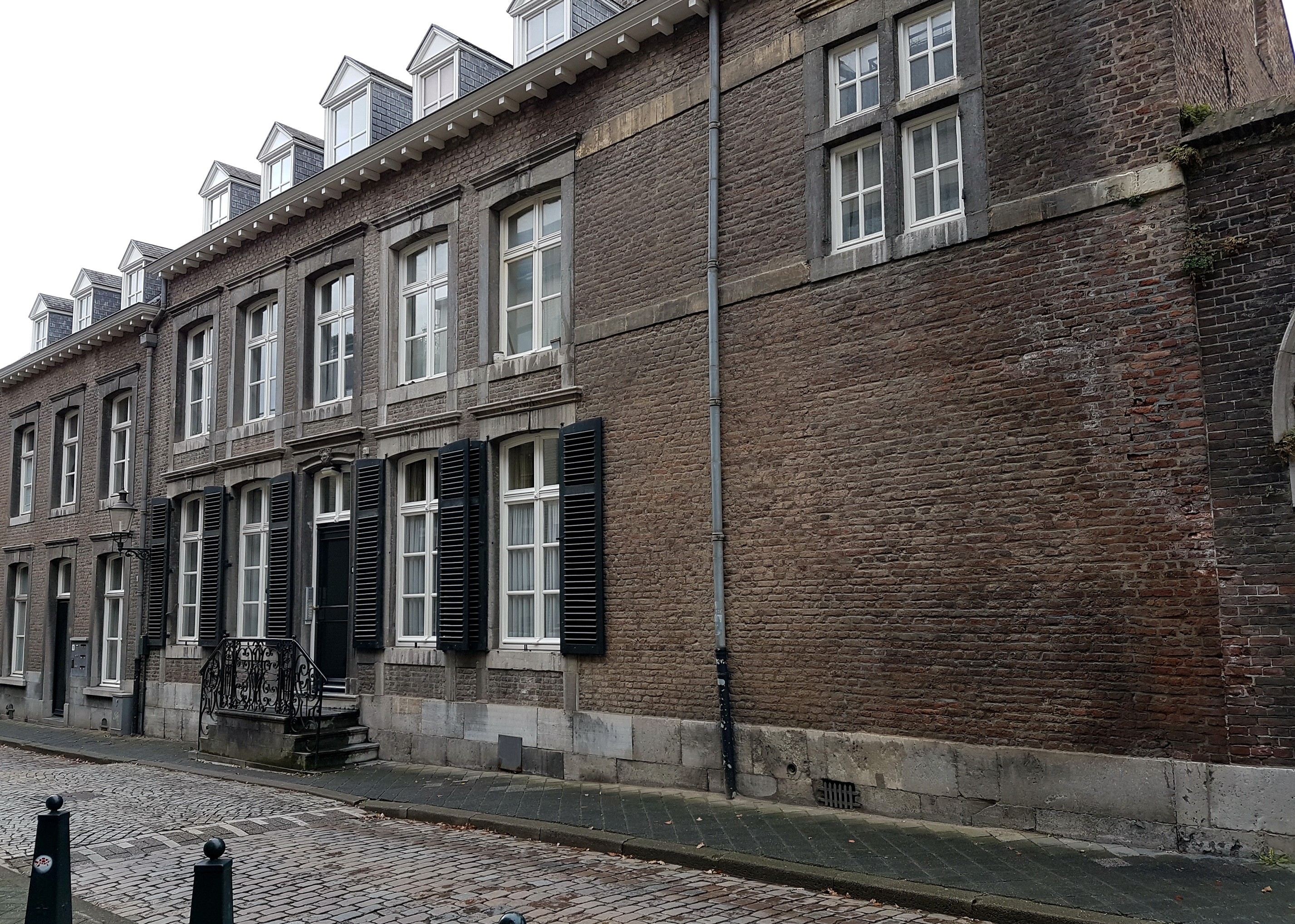
Nrs. 14 en 16, 18e/19e eeuw
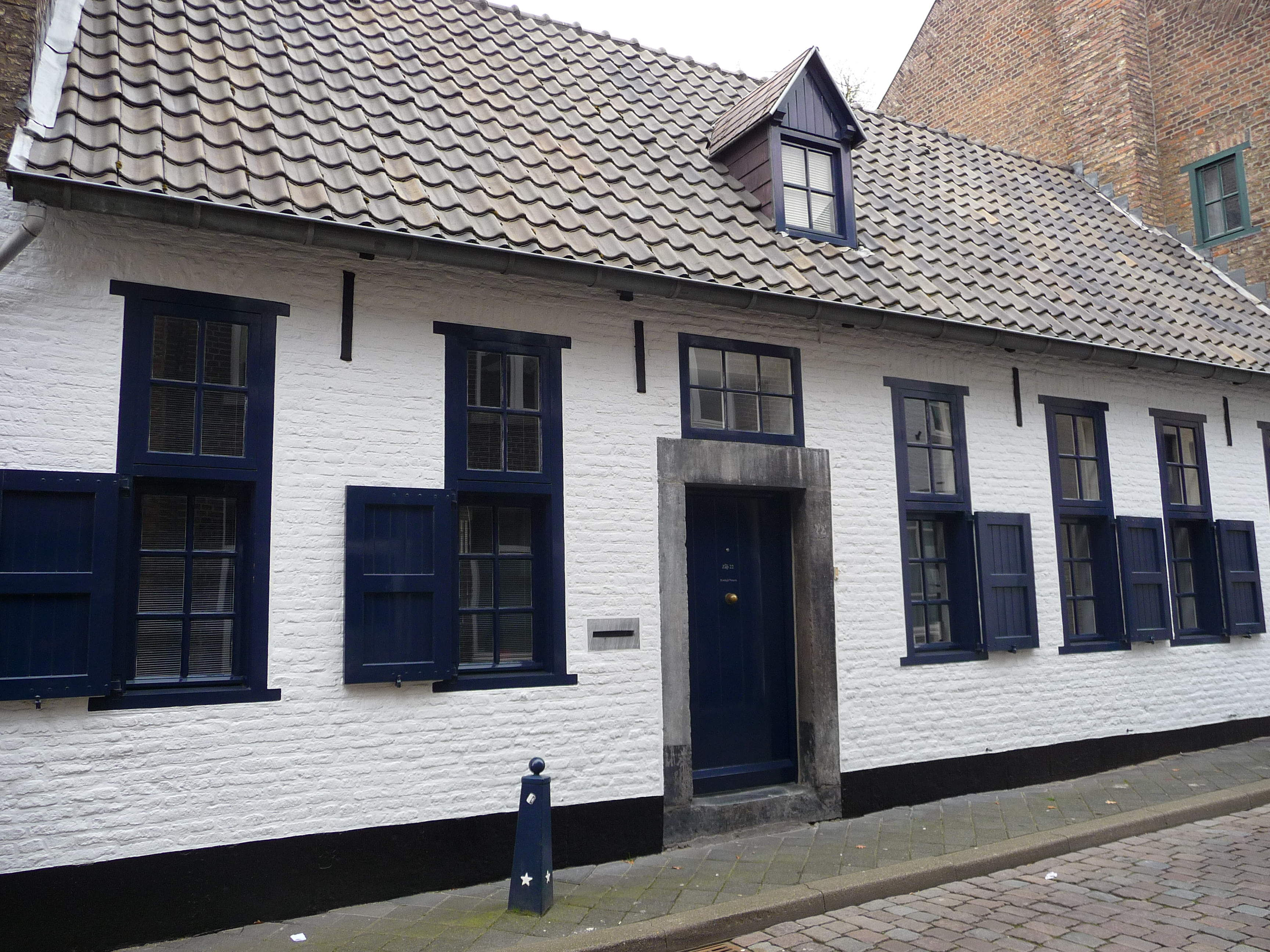
Abtstraat 22, 18e eeuw

### Gevelstenen, kunstwerken
Het gietijzeren hekwerk bij het pand Abtstraat 3, doorlopend tot aan de hoek van de Calvariestraat, is een fragment van de balustrade van de Sint Servaasbrug uit 1837. In de tuin van hetzelfde pand staat de Elisabethbank van Paul Koenen, genoemd naar de naamgeefster Elisabeth Strouven van het daar gevestigde Elisabeth Strouven Fonds. Aan de overkant van de straat zijn in de gevel van het administratiegebouw diverse gevelstenen aangebracht met namen van weldoeners van het Burgerlijk Armbestuur, dat hier ooit gevestigd was. In de tuin van het Elisabethhuis (Abtstraat 2A) staat het beeld Monnik met duif van Frans Timmermans. In de topgevel van de affuitenloods (Abtstraat 2B) bevindt zich een jaarsteen uit 1786. In dezelfde gevel is een gedenksteen ingemetseld. De sluitsteen van het rondboogvenster boven het poortje naast Abtstraat 10 is een kruis in reliëf afgebeeld. Op de twee hoeken van de Abtstraat en de Patersbaan zijn in 1988 in opdracht van Bouwvereniging Sint Servatius gedenkstenen ingemetseld, die verwijzen naar Elisabeth Strouven en de zorginstellingen in deze omgeving.

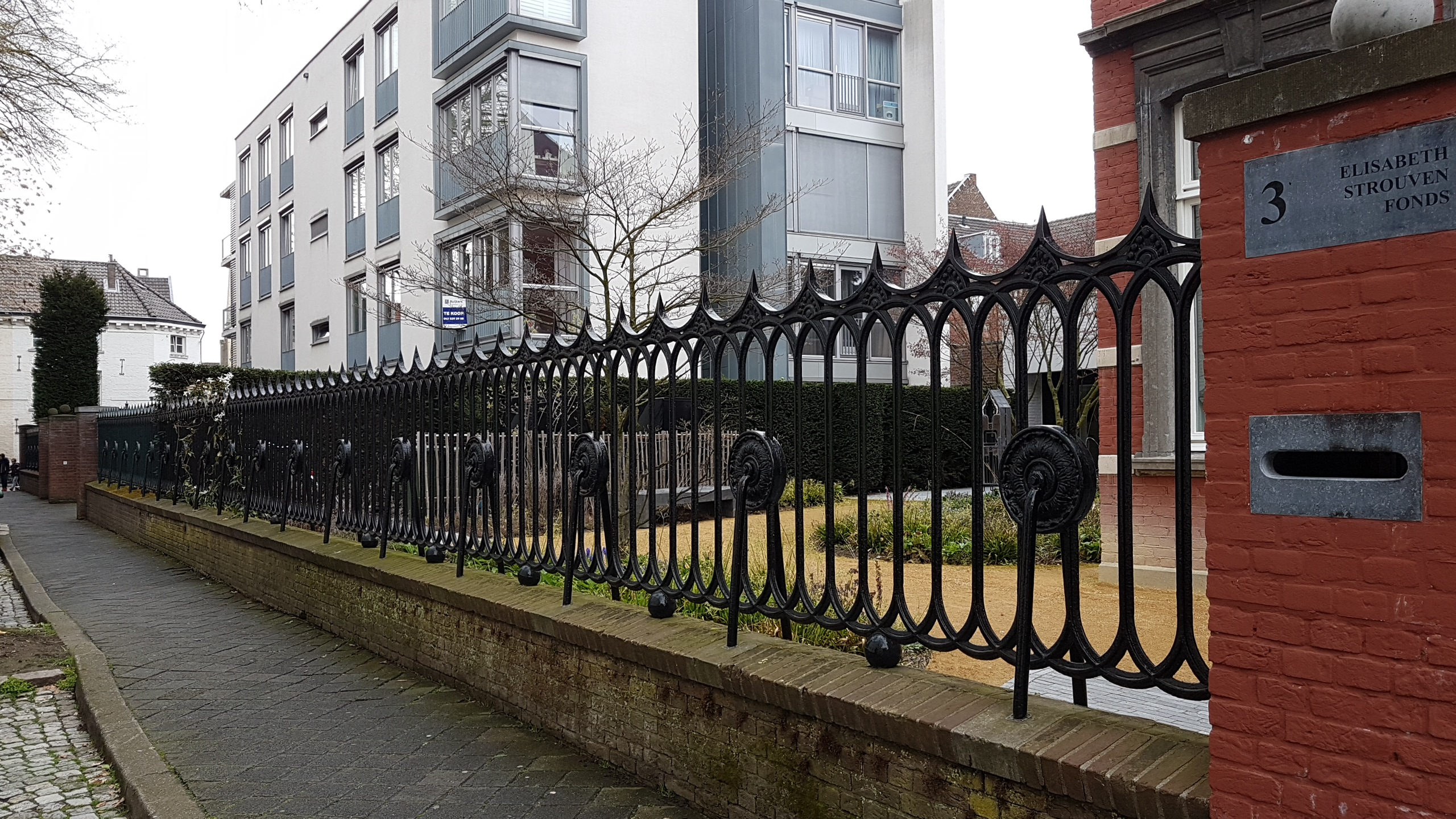
Balustrade en Elisabethbank
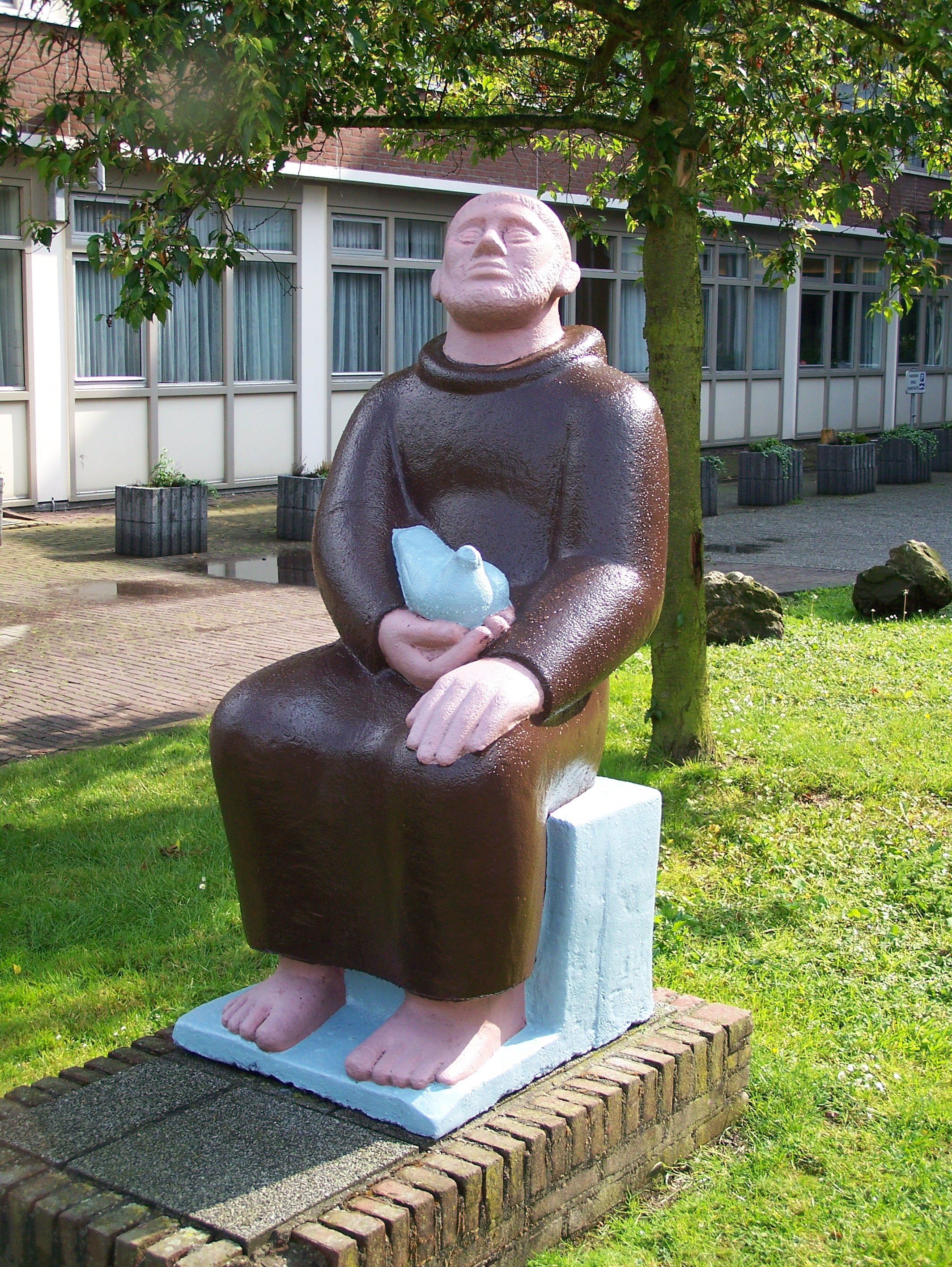
Monnik met duif
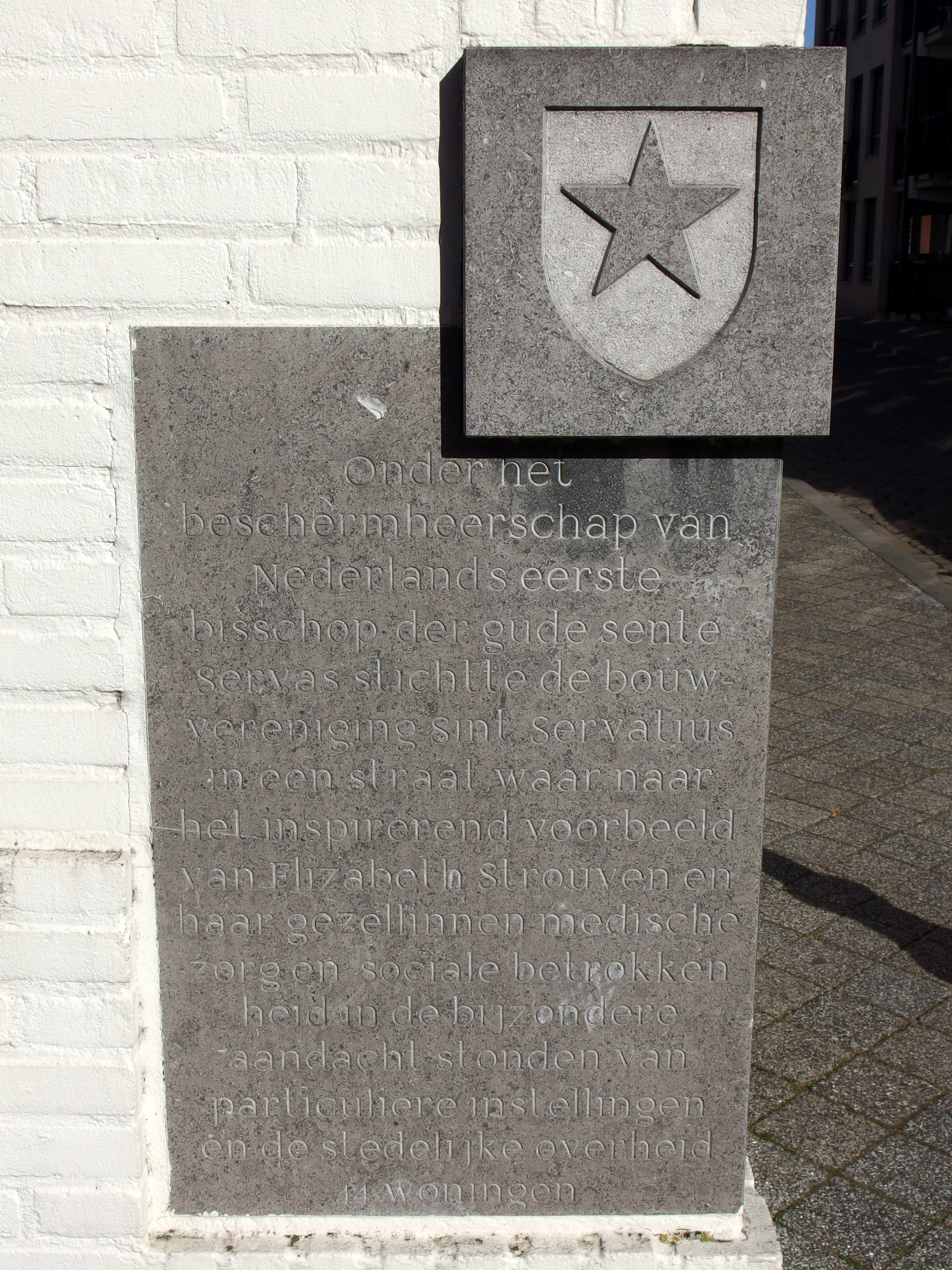
Gedenksteen (1)
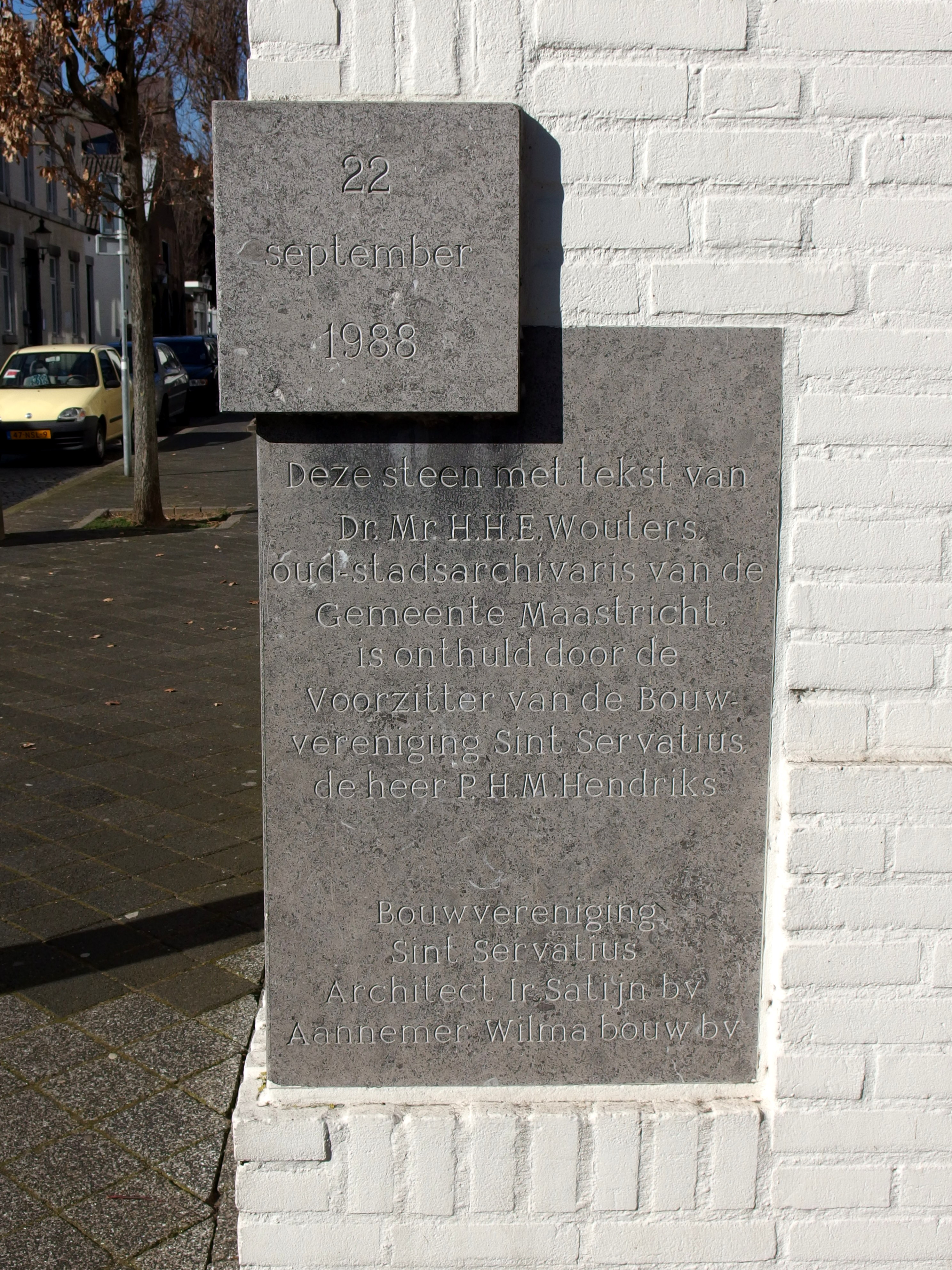
Gedenksteen (2)